# Provincia de Paita
La provincia de Paita es una de las ocho que integran el departamento de Piura en el norte del Perú. Limita por el norte con las provincias de Talara y Sullana, por el sur con las provincias de Piura y Sechura, por el este con la provincia de Sullana y por el oeste con el océano Pacífico. Su capital es la ciudad de Paita.

## Historia

### Primeros pobladores
El paleontólogo Edgar Herning (1960) recolectó vestigios en 1978 considerando a este grupo cultural muy evolucionado, informando que desde hace 9000 años ya existían los pueblos primitivos de la Costa como Tayta y Amotape.
Los grupos humanos que se sentaron en la desembocadura del valle del Chira en lo que es actualmente la provincia de Paita, iniciaron un proceso muy lento de desarrollo cultural que demoró varios miles de años. Entre los años 4000 a. C. y los 1300 a. C. se desarrolló para los grupos humanos paiteños el período pre-Cerámico. A lo largo de ese tiempo, adquirieron mayor dominio en la navegación y en la pesca, mejoraron las redes y se iniciaron en la agricultura con el cultivo de la calabaza y el pallar. Principiaron a utilizar el algodón para tejer sus escasas ropas y se inician en la fabricación de una cerámica utilitaria. Durante este periodo hombres que habían llegado a Colán y a Paita se internan en el valle y se establecen en distrito de Amotape y en Vichayal. En el curso del periodo de Cerámica Inicial (1300 a. C. a 900 a. C.) los antiguos pobladores mejoran su arte cerámico, cultivan el algodón y el zapallo, avanzan en el arte del tejido y las aldeas van tomando forma más ordenada de poblados organizados.
Durante el período Horizonte Temprano que va del año 900 a. C. al año 200 a. C. la agricultura adquiere mayor importancia para proveer de alimentos al grupo humano. Se logra un mayor dominio del arte de navegar, hay un desarrollo en la pesca en el tejido y en la alfarería. Los grupos tribales se organizan mejor.
El período Horizonte Intermedio Temprano un largo lapso que va de los años 200 a. C. a los años 900. Por entonces la organización ha avanzado, y se han fortalecido las relaciones entre los pueblos de la costa y los del interior asentados en los valles. La agricultura próspera y en la pesca y navegación se empiezan a utilizar las velas. En lo que ahora es la provincia de Paita se formaron numerosos centros poblados, cada uno tenía su curaca, cuya etnia de origen tallan.

### Época preinca
Los tallanes de Paita por vivir frente al mar dependían de él para existir. Pero también le temían y tenían mucho respeto por su inmensidad. Lo llamaban Ni y los quechuas le decían Mamacocha. 
Los tallanes de Paita adoraron al mar pero no lo identificaron con ningún idolillo. El culto por el mar perduró hasta las colonias, también adoraron a la luna a la que llamaron SHI, asimismo le rendían culto a los muertos. El adoratorio más famoso fue en la Huaca donde al parecer existió un cementerio de gente principal. 
Su lengua fue el Sec lo que marcaba diferencia con los mochicas y chimúes. Paita y Colán eran los lugares del litoral paiteño en donde se habían desarrollado los más importantes humanos. En el interior, el pueblo de mayor importancia fue Amotape.
Los antiguos paiteños tuvieron un antiguo comercio terrestre con los demás pueblos tallanes del interior y un intenso tráfico marítimo. El dominio del mar no les sirvió a los tallanes de Paita para pescar, sino sobre todo para comerciar, pues las balsas fueron perfeccionadas y les permitió hacer travesías más largas.
El pescado lo secaban y ahumaban para comercializarlo y transportarlo al interior. Aprendieron a fabricar redes y perfeccionaron sus embarcaciones. La agricultura fue su principal actividad que fue marcando durante el siglo su grado de desarrollo cultural.
Entre los años 900 y 1200, los mochicas se convirtieron en un pueblo poderoso y muy evolucionado que extendió su influencia al territorio Tallán, interesándose en mejorar su alfarería, sus obras hidráulicas de riego, el comercio y la navegación. Por los años de 1400 en la región de Trujillo había surgido un poderoso estado: el reino Chimú, a cuyo frente había rey o Chimú-Capac guerrero y conquistador llamado Winchan Guamán que tras sangrientos combates sometió a los mochicas y luego intimó a los tallanes, los que parece prefirieron pactar y reconocerse tributarios, pues no estaban en condiciones de enfrentar un ejército tan bien organizado como el enemigo. Los chimúes permitieron a los curacas tallanes seguir mandando sus tribus se preocuparon por mejorar los canales de riego llegando la agricultura a un estado floreciente.

### Imperio inca
Cuenta el Inca Garcilaso de la Vega que un año después del destete de su hijo primogénito, Huáscar, el inca Huayna Cápac hizo levantar cuarenta mil hombres de guerra, y con ellos fue al reino de Quito al que conquistó tomando como concubina a la hija primogénita del rey que perdió aquel reino. Conquistado Quito, el inca bajó a la tierra caliente y sometió a los valles de Chacma (Chicama), de Pacasmayu (Pacasmayo), Zaña, Collque, Cintu, Tucmi (Túcume), Sayanca (Jayanca), Motupi (Motupe), Pichin y Sullana. 
Regresó después a Quito. Preparó un ejército de cincuenta mil hombres de guerra y, con ellos, bajó a la costa de la mar, hasta ponerse en el valle de Sullana, que es el más cercano a Túmpiz (Tumbes), de donde envió los requerimientos acostumbrados de paz o de guerra. En esta estancia, y aquí entra a tallar la tradición, el inca llegó a Colán y muy importante sería el Cacique de ese lugar o muy hermosa su hija, que el todopoderoso jefe cuzqueño la tomó para sí. De aquella unión nació un vástago del que, según los antiguos gentiles, descienden los Machré que se enorgullecen de su real estirpe.

### Conquista y virreinato
Al llegar los españoles resolvieron instalar un tambo que, al mismo tiempo de depósito, sirviera de albergue a los tripulantes de las naves que vinieron al norte; así modestamente se fundó el Puerto de Paita. La fundación oficial tuvo lugar el 30 de abril de 1532 con el nombre de Paita y después los frailes franciscanos avecindados en ella llamaron San Francisco. 
Por esa época el Tambo de Paita llegó a tener mayor población que San Miguel de Tangarará, en razón de dedicarse muchos colonos a las labores de puerto en cuya bahía fondeaban las naves que a Panamá llevaban los tesoros incaicos. Allí en Paita, convertido en el punto más conocido del Pacífico, se avituallaban los barcos para la larga travesía. 
Como el clima molestaba a los habitantes de Piura la vieja, dice Víctor Eguiguren, concluyeron por abandonar la ciudad trasladándose al puerto de San Francisco de la Buena Esperanza de Paita. Es probable que el éxodo haya tenido lugar en 1571. Sí hay seguridad que en 1585 cuando pasó por Paita el virrey Fernando Torres y Portugal, la ciudad de Piura había sido abandonada por sus moradores para trasladarse a Paita. 
La trashumancia de Piura corre pareja con Paita, así cuando el inglés Sir Thomas Cavendish, en 1587 atacó Paita incendiando la ciudad, destruyendo el convento de la Merced y las casas de los vecinos, éstos y los frailes se fueron a vivir Catacaos quedando en el puerto el corregidor y unos pocos habitantes, disponiendo más adelante el Virrey, el 5 de diciembre de 1587, se indagara, en que parte y lugar se podrá poblar la dicha ciudad juntos a Tácala que está en el valle de Catacaos, con que sea más distante que se pueda del sitio y lugar donde están poblados los indígenas de dicho valle, en donde halla más comodidad para hacer dicha población y que tenga abundancia de tierra, pastos, agua y leña buen temperamento y las demás cosas necesarias para pasar la vida humana, debiendo dejar a Paita un Tambo. 
El 17 de febrero de 1588 dio el virrey una nueva provisión a petición de Juan García Torrico. Quien a nombre de los vecinos de Paita suplicaba que a la nueva ciudad de Paita se le pusiera por nombre San Miguel del Villar (Hoy conocido como Piura), súplica que el Virrey acogió favorablemente, dictando en consecuencia la providencia citada.

### República
La provincia de Paita fue creada, por ley dictada por el presidente Ramón Castilla, el 30 de marzo de 1861. La capital de esta provincia es la ciudad de Paita.

### La Bandera de Paita:
La Bandera de la provincia Piurana de Paita en el Perú es un símbolo que representa la identidad de los ciudadanos de la provincia. Este símbolo fue creado por Gerardo Ginocchio Trelles.

#### Significado:
Esta bandera se encuentra dividida en cuatro campos en los cuales:
- En el primer campo se encuentra un cielo azul acompañado de 6 estrellas blancas que simbolizan la integración del Distrito Capital y con los otros seis distritos que integran la Provincia
- En el segundo campo de color blanco; se muestra la claridad, el día con un sol radiante, en el centro de él se halla el sol y la famosa Luna de Paita.
- En tercer campo un cuadro verde que representa la agricultura de la provincia
- El cuarto campo está de color azul marino que representa el rico mar del departamento y que es fuente inagotable de la riqueza ictiológica.[2]

## Geografía
La provincia tiene una extensión de 785,16 km² y está situada al occidente de la costa norte del Perú, con un clima cálido seco tropical, cuya temperatura promedio es de 25 °C. Su máxima altitud de 3 m s. n. m. y sus coordenadas son 5°04'57" longitud oeste.

## Demografía
Paita presenta un crecimiento acelerado en los últimos años, desde el año 1600 que presentaba 400 habitantes, 1983 en que presentaba 25 000 habs., ha pasado a conformar una ciudad de 50 000 habs. en 2003 y sobrepasa los 120 000 habitantes en 2014 evidenciando un crecimiento acelerado en los últimos 10 años. Según estimaciones de 2015, la provincia de Paita supera los 160 000 habs.

### Religión
Según cifras del 2022, el 40 % de la población de Paita es católica, el 53 % de la población es parte de alguna iglesia evangélica, un 2 % profesa otras creencias, mientras que el 5 % restante no profesa ninguna religión. En esta jurisdicción la Iglesia Católica está liderada por dos comunidades parroquiales: Parroquia San Pedro, el Pescador, el párroco es el Pbro. Domingo García Hospital; y la Parroquia San Francisco, el párroco es Pbro. Pedro Chully Chunga y el vicario parroquial Jaime Rivas Siancas. Desde el punto de vista jerárquico de la Iglesia católica, forma parte de la arquidiócesis de Piura.

## División administrativa
La provincia se divide en siete distritos:
1. Paita
2. Amotape
3. Colán
4. El Arenal
5. La Huaca
6. Tamarindo
7. Vichayal

## Manifestaciones culturales
La provincia de Paita cuenta con las siguientes festividades:
- Festividad de Felipe Santiago, Colan;
- Festividad de la Virgen de Mercedes, Paita;
- Festividad de San Pedro y San Pablo, Paita;
- Día de la Identidad Paiteña.

Asimismo, la cocaleca es una danza típica de La Huaca, así como las vertientes de marinera norteña y tondero.

## Gastronomía
Paita es cuna del plato más tradicional de Perú: el ceviche. Asimismo, es el único lugar del país donde se preparan tamales en base de pescado y sarsa paiteña 

## Autoridades

### Regionales
- Consejero regional
  - 2019-2022:[5] Félix Abelardo Maldonado Chapilliquen (Región para Todos)

### Municipales
- 2019-2022[5]
  - Alcalde: Enrique Silva Zapata, de Acción Popular.
  - Exalcaldes:

  1. Teodoro Edilberto Alvarado Alayo (Acción Popular), fallecido el 8 de febrero de 2021
  2. Huber Wilton Vite Castillo (Acción Popular), vacado en marzo de 2021

  - Regidores:

  1. Emmanuel Calderón Ruiz (Acción Popular)
  2. Maura Esther Benites Martell (Acción Popular)
  3. Rosa María Torres Carrión (Acción Popular)
  4. Florencio De la Cruz Chumo Ipanaque (Acción Popular)
  5. Antony Paul Martínez Querevalú (Acción Popular)
  6. Teodora Mery Flores De Castañeda (Región para Todos)
  7. Eleuterio Edgardo Velazco Cornejo (Región para Todos)
  8. Manuel Gilmar Chunga Saavedra (Movimiento Independiente Fuerza Regional)
  9. Julio Arnaldo Espinoza Gómez (Partido Democrático Somos Perú)

### Policiales
- Comisario: Capitán PNP Jhon Melgarejo Injante

## Turismo
• Tablazo de Paita: Extensión planicie, que presenta formación de dunas de arena, de aspecto atractivo.
• Playa Yacila: A 17 km de Paita, playa pequeña de 460 m de largo aproximadamente con 20 a 200 m de ancho. Se caracteriza por ser de superficie arenosa, ideal para practicar natación.
• Playa Cuñuz: Ubicada 1,2 km de la ciudad de Paita, tiene 2 km de largo y 5 a 50 m de ancho aproximadamente. Se caracteriza por ser pedregosa y arenosa, adecuada para nadar, para competencias de botes de vela, motor y remo. Ubicado al lado derecho del muelle de ENAPU.
• Playa Te para Dos: A 1 km de Yacila, indicada para aquellos que buscan tranquilidad y soledad.
• Playa Cangrejos: A 2 km de Yacila. Es una pequeña playa de aproximadamente 660 m de largo y de 20 a 200 m de ancho. Es arenosa y de aguas tranquilas, ideal para natación y deportes náuticos.
• Playa Colán: A 15 km de Paita. Es una de las playas más grandes del litoral tiene 20 km de largo y 50 a 100 m de ancho, ubicado entre las escarpas del tablazo de Paita y el mar, herencia ancestral de la antigua caleta de los Colanes. De aspecto atractivo y de gran afluencia de veraneantes, es arenosa de aguas tranquilas y cálidas. Se realizan deportes acuáticos y competencias deportivas además se puede realizar largas caminatas a la Bocana y con un despliegue de energía subir hacia la terraza o tablazo donde se puede observar el verdor de las riberas del río y su desembocadura en el mar.
• Bocana del Río Chira: Se halla la zona de desembocadura del caudal del río Chira.
• Playa las Gaviotas: A 14,5 km de Paita, se le da el nombre de Gaviotas, por la abundancia de esta especie en dicha Playa. Es una playa tranquila, arenosa, muy plana y de aguas tranquilas y tibias. Se encuentra rodeada por elevaciones rocosas que le dan un singular atractivo.
• Playa Las Gramillas: A 22 km de Paita, es una pequeña playa de 300 m de largo aproximadamente, se caracteriza por ser arenosa y pedregosa, de aguas claras. Posee numerosas cuevas negras, cuya oscuridad es alumbrada por el rezago de la espuma marina. Dentro de su fauna destacan lobos marinos y los famosos pingüinos de Humboldt.
• Miramar: A 39 km de Paita ubicada en el distrito de Vichayal, es un centro poblado que destaca sus peculiares molinos de viento, construidos por los pobladores para levantar el agua del río y regar sus sembríos. El panorama de su manso río de aguas tibias que deslizan desde los pedregales hasta la bocana, sus tierras ubérrimas y sus característicos molinos de viento es algo muy agradable.
La Comunidad Campesina Miramar-Vichayal se ubica en el departamento de Piura (a 160 km), a 40 m s. n. m. (metros sobre el nivel del mar) al norte de la desembocadura del Río Chira. La vía para llegar es a través de la carretera Piura-Talara, que a la altura del distrito de Ignacio Escudero se toma una carretera secundaria hasta Tamarindo, luego la carretera a este destino es afirmada.
Goza de clima templado, suelo fértil, de sus 27 843 ha. La mayor parte son desérticas (10 600), bosques naturales (12 050) y solamente hasta el año 94 las tierras empleadas para la producción agrícola eran de 3500 ha. Gran parte de ellas irrigada por los tradicionales molinos de viento artesanales.
• Caleta la Islilla: A 22 km al sur de Paita. Caleta de paisajes interesantes con una isla frente a las playas: isla Foca. Aquí se encuentra las playas denominadas la Laguna, Hermosa y Gramitas. La zona cuenta con variada fauna como aves guaneras, pingüinos, etc. 
• Isla Foca: Ubicada a 22 km de Paita. Es una isla guanera conocida también como isla de Los Lobos por la gran presencia de lobos marinos.
• Bahía de Paita: Considerada como una de las más pintorescas bahías del litoral peruano. La vista es notable desde la llamada Ventana de Paita ubicada sobre el tablazo que domina toda la ciudad. Posee gran riqueza ictiológica.

### Arquitectura
• Iglesia de San Francisco, creada por los padres de la orden Franciscana que fueron el padre José Tomás Villanueva y el padre Crispo Marmulana. Se construyó con el nombre de San Francisco de Paita de Buena Esperanza que es el nombre del Santo Patrón. Fue reedificada en el año de 1700.
• Iglesia del Sagrado Corazón de Jesús, ubicada en el distrito de Pueblo Nuevo de Colán a 35 km de Paita. Es conocida como la capilla Sixtina de Paita, por sus extraordinarios murales en muros y bóvedas de enorme concepción artística del pintor italiano J. Gismondi que datan de 1916, que se asemejan a los extraordinarios frescos trabajados por Miguel Ángel.
• Casa Raygada, conocida también como el Chalet Miramar, fue mandada a construir por don Eugenio Raygada al arquitecto don Julio Ginocchuio quién seguramente se inspiró en un modelo Europeo. Tiene espléndida vista al mar de aguas tranquilas. Fue declarada Monumento Arquitectónico el 24 de noviembre de 1992.
• Iglesia La Merced, parroquia de Paita de la orden Mercedaria del siglo XIX, de estilo Barroco Churrigeresco. Construida bajo la advocación de la Nuestra Señora de la Merced por la Orden Mercedaria, en los primeros años de la conquista.

## Festividades
- Junio: San Pedro.
- Septiembre: Virgen de la Merced.

## Paiteños destacados
- Miguel Grau: Héroe nacional de Perú y uno de los marinos más importantes del mundo
- Vidal Rivas Castillo: Poeta
- Luis Felipe Angell (Sofocleto): Periodista, creador de la corrientes de los silogismos literarios.
- Luigi Alva: Tenor ligero.
- Ricardo Vegas García: Periodista, escritor, historiador y diplomático peruano, cónsul general del Perú en la República Argentina, Alemania, España, Portugal. Director del Instituto Geográfico del Perú.
- Luciano Castillo Colonna: Político, profesor universitario y abogado peruano, fundador del Partido Socialista del Perú en 1930
- Pilar Pallete: Actriz de Hollywood. Esposa de Jhon Wayne
- Mark A. Carleton: Botánico y patólogo estadounidense, padre de le genética americana. Murió en Paita.
- Andrés y Victoriano Cárcamo: Marineros y héroes nacionales. Lucharon en la guerra contra España y en la guerra del Pacífico.
- Idel Vexler Talledo: Político, educador y exministro de educación 2017-2018.